# Асен Іґнатов
Асен Іґнатов (болг. Асен Игнатов; 9 квітня 1935, Шумен — 12 серпня 2003, Хюрт, Німеччина) — один з видатних болгарських академічних філософів, антикомуністичний та політичний емігрант.

## Біографія
Народився 9 квітня 1935 року в місті Шумен. Вивчав філософію у Софійському державному університеті. З середини 60-х років працював асистентом в Софійському університеті Святого Климента Охридського. Філософська антропологія є об'єктом його особистих інтересів та діяльності.
У 1968 році опублікував книжку з популярними нарисами «Тъга и порив по епохата», яка спровокувала політичний скандал. Невдовзі його звинуватили у «ревізіонізмі».
Деякий час працював науковим співробітником у Католицькому університеті міста Левен. Потім оселився в Німеччині. У 1979 року захистив докторську дисертацію на тему «Хайдегер та філософська антропологія». З 1980 по 1988 роках проживав у місті Кельн, де деякий час пропрацював редактором в болгарському відділенні радіо «Deutsche Welle».
З 1988 року — науковий співробітник Федерального інституту східноєвропейських досліджень в Кельні, читав лекції як доцент католицького університету «Академія Густава Зібера» в Баден-Вюртемберзі.
Автор понад 150 публікацій та 9 книг, більшість з яких видана німецькою мовою.
Помер 12 серпня 2003 року.

## Нагороди
- Орден «Стара Планина»

### Книги
- Тъга и порив на епохата, София: Български писател, 1968.
- Heidegger und die philosophische Anthropologie. Eine Untersuchung über die anthropologische Dimension des Heideggerschen Denkens (Хайдегер и философската антропология. Изследване на антропологическото измерение на Хайдегеровото мислене). (Monographien zur philosophischen Forschung, Band 174). Forum Academicum/Anton Hain, 1979, 325 S.
- Aporien der marxistischen Ideologielehre. Zur Kritik der Auffassung der Kultur als «Ideologie in letzter Instanz» (Апории на марксическото учение за идеологията). 1984, 176 S.
- Psychologie des Kommunismus: Studien zur Mentalität der herrschenden Schicht im kommunistischen Machtbereich. Johanes Bergmans Verlag, Muenchen, 1985, 181 S.
  - Психология на комунизма: Студии за манталитета на господстващия слой в комунистическия свят. Преводач Елена Никлева. София: Аргес, 1991, 183 с.[1]
  - Психология на комунизма. София: Нов български университет, 2012. ISBN 978-954-535-724-4
- Anthropologische Geschichtsphilosophie: Für eine Philosophie der Geschichte in der Zeit der Postmoderne. Academia Richarz, 1993, 221 S.
  - Антропологическа философия на историята. София: Факел, 1998, 283 с. ISBN 954-411-047-X
- Selbstauflösung des Humanismus: die philosophisch-anthropologischen Voraussetzungen für den Zusammenbruch des Kommunismus (Самоотмяната на хуманизма). Baden-Baden: Nomos, 1996, 156 S.